# 14-X
Il 14-X è il prototipo del veicolo ipersonico brasiliano in fase di sviluppo, a partire da dicembre 2021 il primo volo del motore Scramjet del Cosmodromo di Alcântara è stato effettuato con successo al Operação Cruzeiro, alimentato dal razzo VSB-30 V32.

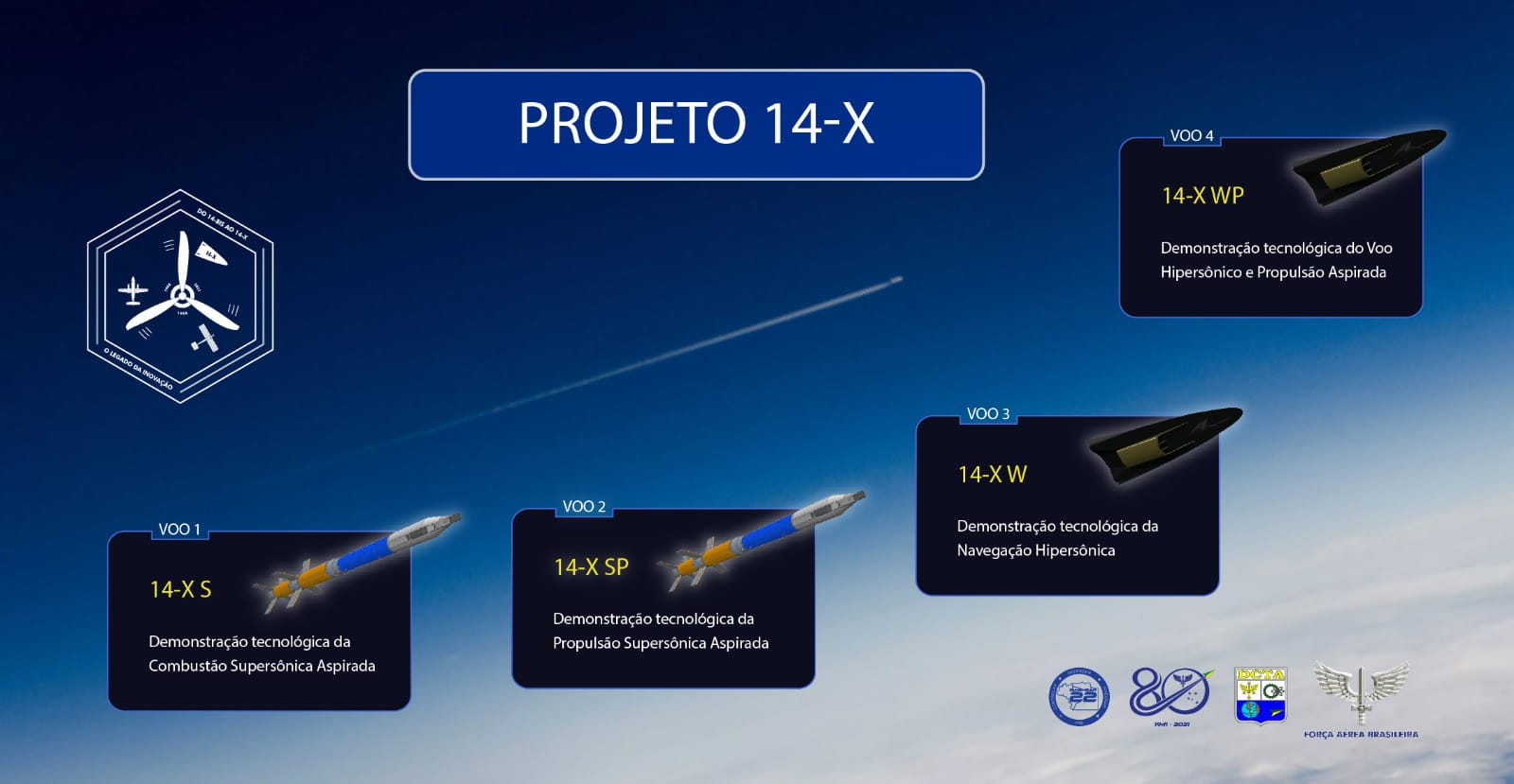
14-X Project

## Storia
Il 14-X è sviluppato dall'IEAv (Institute of Advanced Studies), più precisamente presso il Laboratorio di aerotermodinamica e ipersonica Henry T. Nagamatsu a São José dos Campos, São Paulo. Usa l'aria atmosferica come ossidante per bruciare l'idrogeno liquido (combustibile) e prenderà l'ossigeno necessario per bruciare il combustibile solo quando lascia l'atmosfera terrestre e, quando raggiunge i 100.000 piedi (centomila piedi) di altitudine, verrà licenziato e raggiungerà Mach 10.
Volo di prova della tecnologia scramjet lanciato da un veicolo acceleratore ipersonico (basato sul razzo VSB-30) e accelerato a Mach 6 a un'altitudine di 30 chilometri, da dove ha continuato fino a raggiungere un apogeo suborbitale a un'altitudine di 160 chilometri e 200 chilometri sotto dal sito di lancio, impattando nell'Oceano Atlantico. Il Cosmodromo di Alcântara e il Cosmodromo della Barreira do Inferno fungevano da stazioni di monitoraggio.

### Lanci

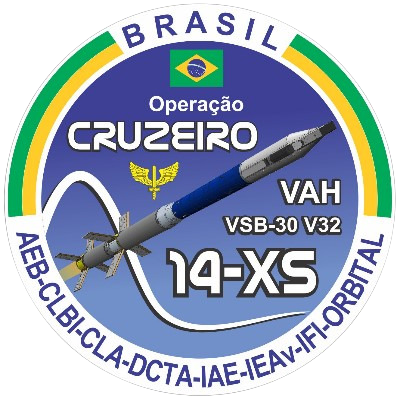
Insignia Volo 14-XS

| Dataa       | Veicolo          | Tipo               | Operatore | Missione            | Carico utile          | Risultato |
| ----------- | ---------------- | ------------------ | --------- | ------------------- | --------------------- | --------- |
| 14-12-2021  | VSB-30 V32/14-XS | motore ipersonico  | FAB       | Operazione Cruzeiro | prova motore Scramjet | sucesso   |
| 2023/2024   | VSB-30/14-XSP    | motore ipersonico  | FAB       |                     | prova motore Scramjet |           |
| Pianificato | 14-XW            | veicolo ipersonico | FAB       |                     | prova veicolo         |           |
| Pianificato | 14-XWP           | veicolo ipersonico | FAB       |                     | prova veicolo         |           |